# Germa (Galácia)

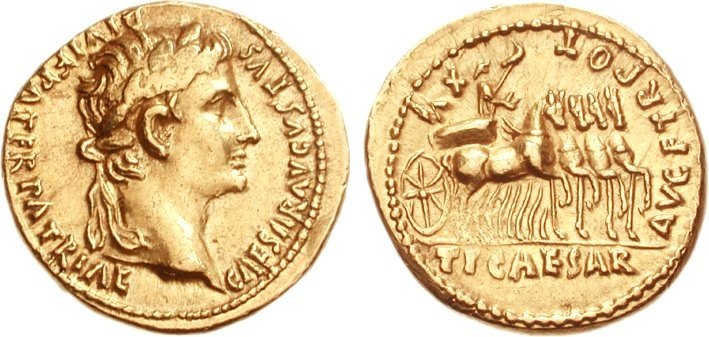
Áureo de Augusto

Germa (em grego: Γέρμα), Germanocoloneia (em grego: Γερμοκολώνεια), Germa Colônia (em grego: Γέρμα κολωνία) ou Colônia Júlia Augusta Feliz dos Germanos (em latim: Colonia Iulia Augusta Felix Germenorum) foi um cidade greco-romana e bizantina situada na Anatólia Central, na província romana da Galácia Secunda. Os poucos restos arqueológicos existentes pertencentes a Germa localizam-se próximo da moderna vila de Babadate, na província de Esquixequir, Turquia.
Quando entre 25/24 e 21/20 a.C. o imperador Augusto (r. 27 a.C.–14 d.C.) fez a Galácia uma província romana, ele fundou Germa como uma colônia romana. A cidade localizava-se no ponto onde a estrada de Ancira bifurcava, de um lado indo para Dorileia, do outro para Pessino. Durante o reinado de Domiciano (r. 81–96), Germa recebeu uma casa da moeda. Ela foi atestada como uma diocese sufragânea até o século XII e atualmente está listada, como "Germa na Galácia", na lista de sés titulares da Igreja Católica.